# Karl Wilhelm Ludwig Pappe

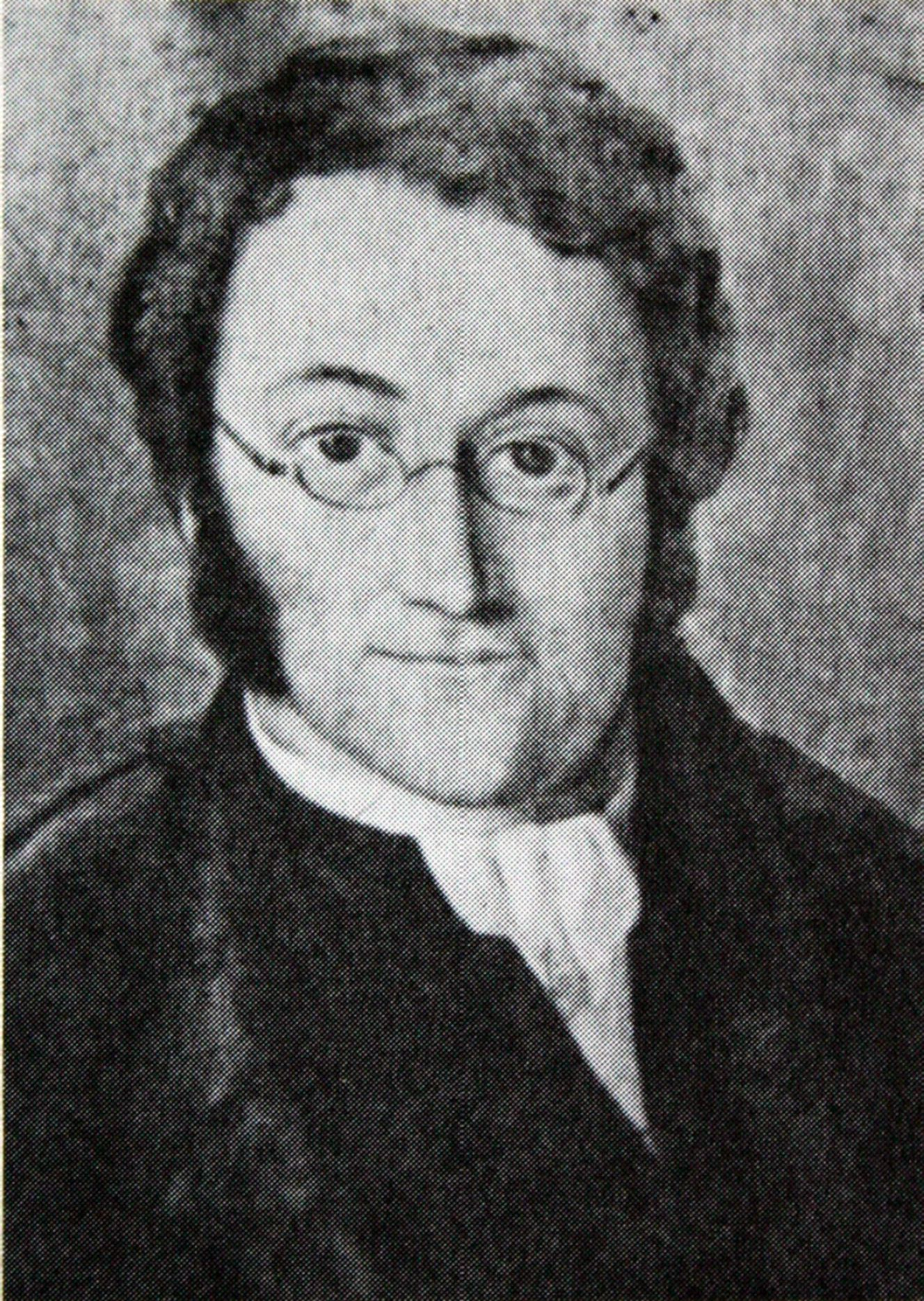
Karl Pappe

Karl Wilhelm Ludwig Pappe (Hamburg, 1803 - Kaapstad, 1862) was een Duits botanicus die de flora van de Britse Kaapprovincie (in het huidige Zuid-Afrika) onderzocht.
Hij studeerde medicijnen in Leipzig en kwam op 4 januari 1831 in Kaapstad aan waar hij zich toelegde op het gebruik van inheemse planten voor medische toepassingen. Hij trachtte de autoriteiten te interesseren in betere bescherming en beheer van de unieke flora van de Kaap, maar had daar aanvankelijk weinig succes mee. Hij legde in 1846 contact met Sir William Hooker, de directeur van Kew Gardens in Engeland die grote botanische belangstelling had voor de Kaap. Hooker kreeg gedaan dat Pappe als Koloniaal Botanicus werd aangesteld en als eerste maar onbezoldigde professor in de Plantkunde. In 1854 publiceerde Pappe een pamflet over de bomen en struiken van de streek Silva Capensis waarin hij zijn afgrijzen over de achteruitgang van de natuur rond Kaapstad uitspreekt. Zo klaagt hij bijvoorbeeld over het verdwijnen van de rode suikerbos die hij Protea coccinea noemt (nu P. grandiceps) en oproept tot wettelijke maatregelen tot bescherming van deze 'prachtige struik'. Hij is daarmee de eerste die de natuurbescherming van de streek onder de aandacht van het publiek en de autoriteiten brengt. In 1856 leidde dat tot het invoeren van de Forest and Herbage Preservation Act no. 18.
Het geslacht Pappea van de zeepboomfamilie is naar hem vernoemd. Het bevat slechts een soort: de doppruim Pappea capensis.